# Chiesa di Saint George
La chiesa di Saint George è un edificio religioso della città di Venezia, situato nel sestiere di Dorsoduro.
Si tratta dell'unica chiesa di culto anglicano esistente in città.
Le funzioni della domenica sono assiduamente frequentate dalla piccola ma molto attiva comunità anglicana, per lo più composta da inglesi residenti a Venezia. Fino al 2000 circa, il consolato inglese infatti si trovava a pochissima distanza, ai piedi del Ponte dell'Accademia.

## Storia
La chiesa, ubicata nel campo San Vio, fu ricavata nel 1926 nel corpo di un antico palazzo patrizio, ristrutturato e riadattato per l'uso, secondo un progetto dell'ingegnere Luigi Marangoni.

## Descrizione

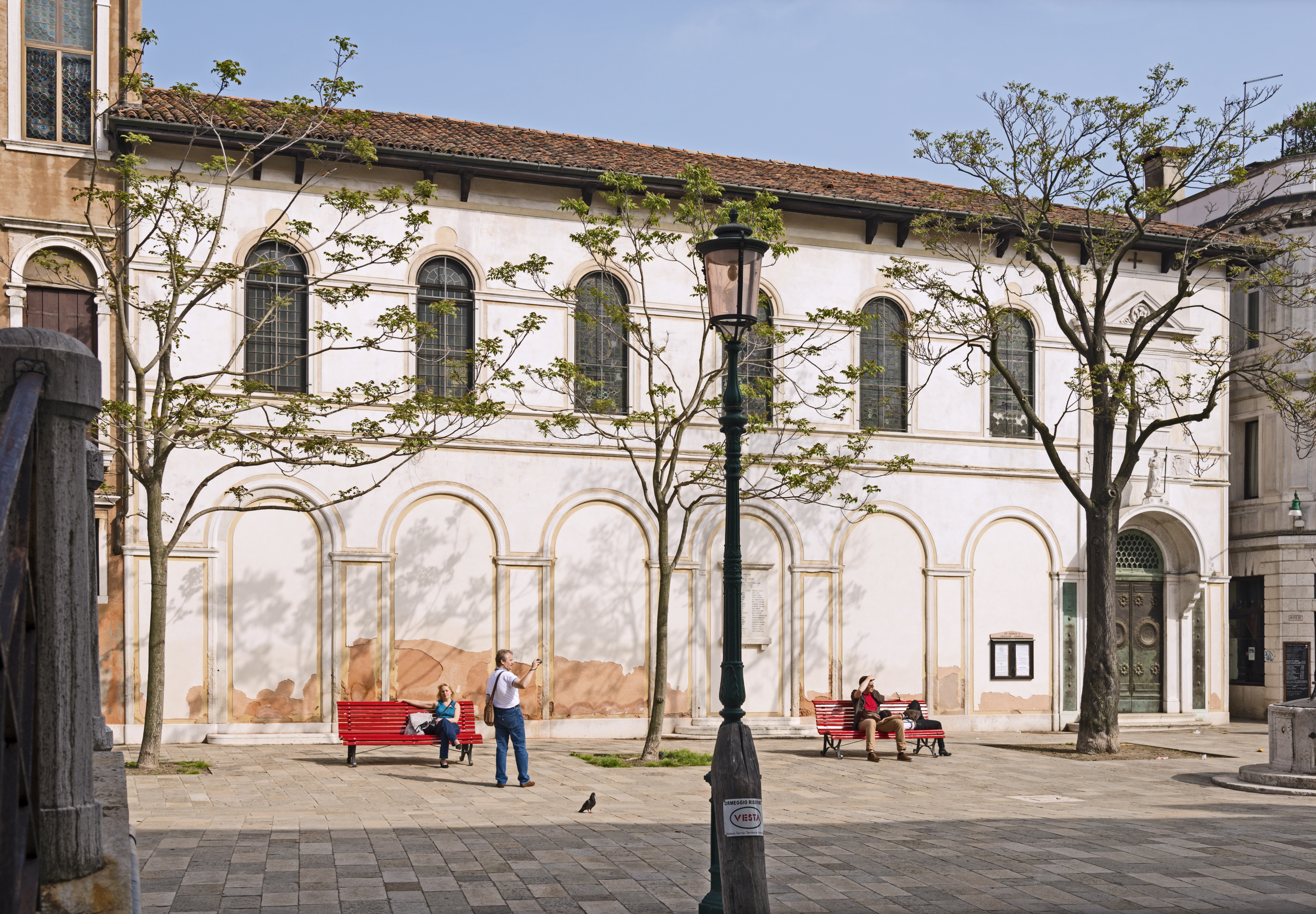
Chiesa di Saint George

L'ingresso, prospiciente al campo, è stato ricavato dal primo arcone della struttura del palazzo ed è costituito da un semplice portale in bronzo con una copertura semicircolare in pietra d'Istria, sormontata da una statua del santo e da un bassorilievo raffigurante San Giorgio che uccide il drago.
Affiancano il portale due pannelli laterali in bronzo, anch'essi decorati in bassorilievo. I bassorilievi sono dedicati alla memoria dei soldati britannici caduti in Italia durante la prima guerra mondiale e sono opera di Napoleone Martinuzzi.